# Pielpajärvi ödemarkskyrka

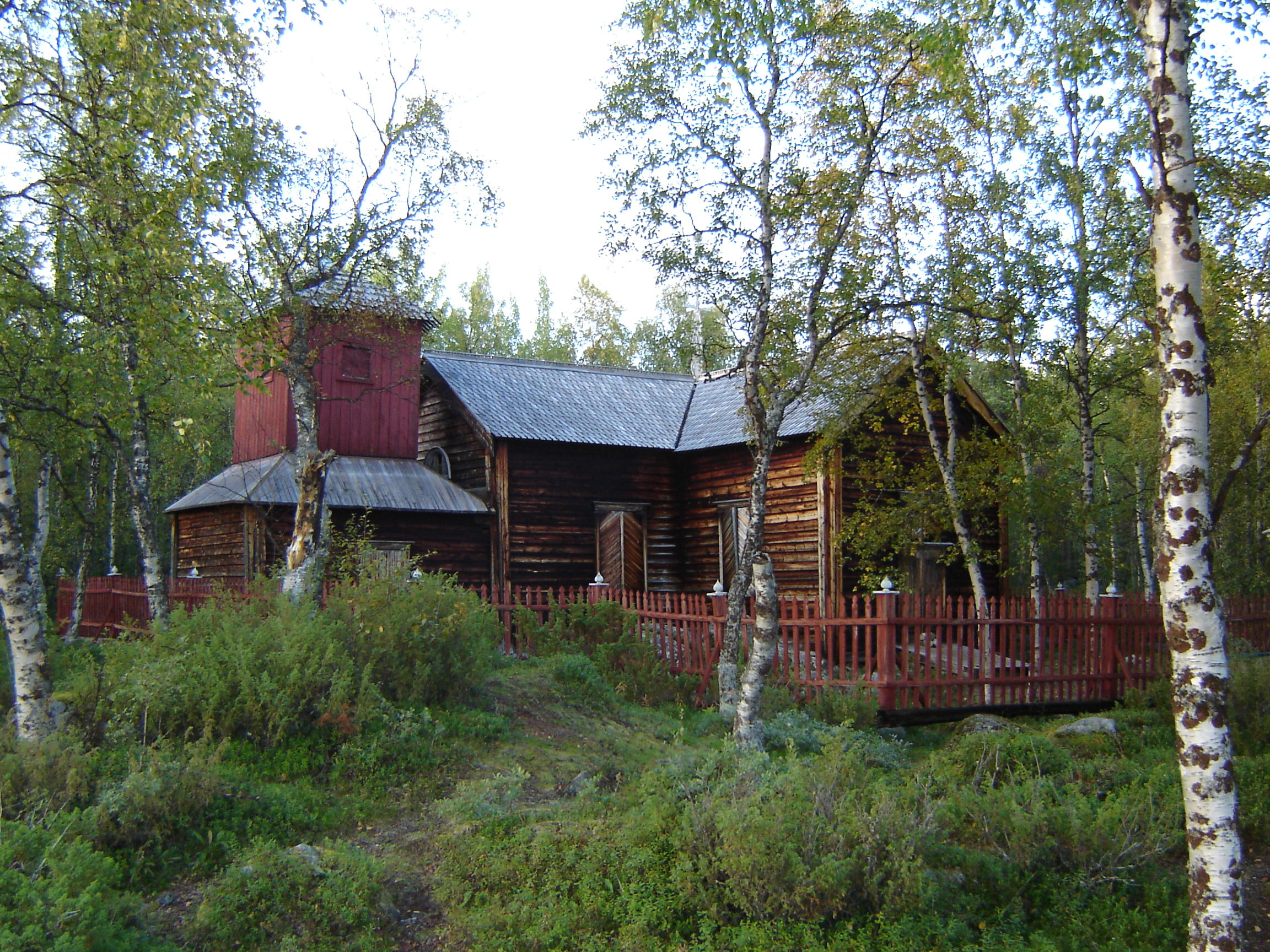
Pielpajärvi ödemarkskyrka

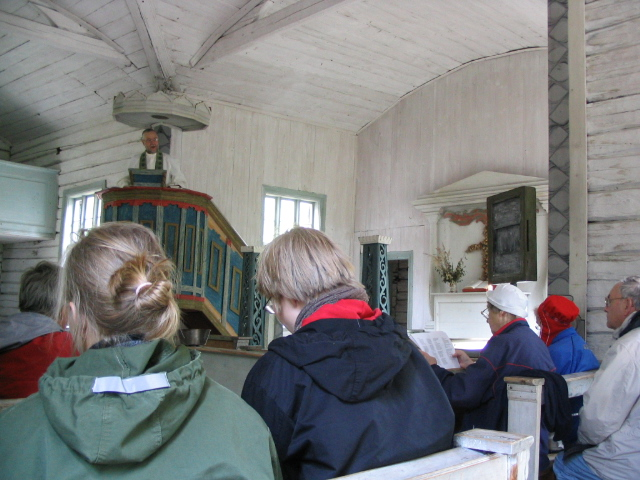
Midsommarsgudstjänst

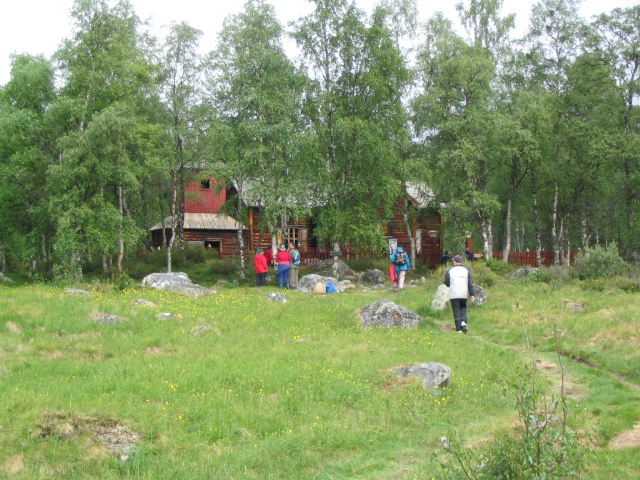
Kyrkbacken

Pielpajärvi ödemarkskyrka är en finländsk kyrka i Pielpajärvi vid Enare träsk.

## Tidigare kyrka
Enaresamernas vinterviste flyttades till Pielpajärvi vid stranden av Enare träsk i början av 1600-talet. Pielpajärvi var sedan under lång tid huvudort i Enare kommun, men idag återstår endast några förmultnade husgrunder. Fogden för Lappland fick 1642 anslag för att bygga en träkyrka på platsen, vilken blev klar 1646. Den var 6,9 meter lång och 5,5 meter bred, och redan från början för liten. Den besöktes av en präst ett par gånger om året, då gudstjänsterna kunde vara upp till en och en halv vecka på vintern och två–tre dagar på sommaren. Samtidigt arrangerades marknader, skatteuppbörd, ting och viss skolundervisning av präst och klockare.

## Nuvarande kyrka
Den gamla kyrkan förföll så småningom och en ny kyrka började byggas 1754 under ledning av Anders Abrahamsson Hellander, troligen på den gamla kyrkans plats. Den stod klar 1760. Den är en korskyrka i trä, 14,0 meter lång i syd-nordlig riktning och 13,6 meter lång i öst-västlig riktning. I västra ändan byggdes 1760–66 en klockstapel, med en vestibul. I de norra och västra armen finns läktare. 
Från mitten av 1800-talet förföll kyrkan och lämnades att bli ödekyrka. En ny kyrka uppfördes vid blivande Enare kyrkoby vid Juutuanjokis mynning, vilken blev klar 1888, och därefter övergavs Pielpajärvi kyrka. Varken de tidigare, omkring 30-40, kyrkstugorna eller prästgården finns längre kvar.

## Delvis ibruktagen kyrka
Kyrkan i Enare kyrkby förstördes 1940 av sovjetiska flygbombningar 1940 under Vinterkriget och Ivalo bönehus fick tillfälligt fungera som kyrka, samtidigt som midsommargudstjänsts hölls i Pielpajärvi kyrka, som därmed togs i bruk igen sommartid. Numera hålls också påskgudstjänst där och kyrkan är en populär vigselkyrka.
Museiverket restaurerade byggnaden 1975–76.